# Ignaz Bendl

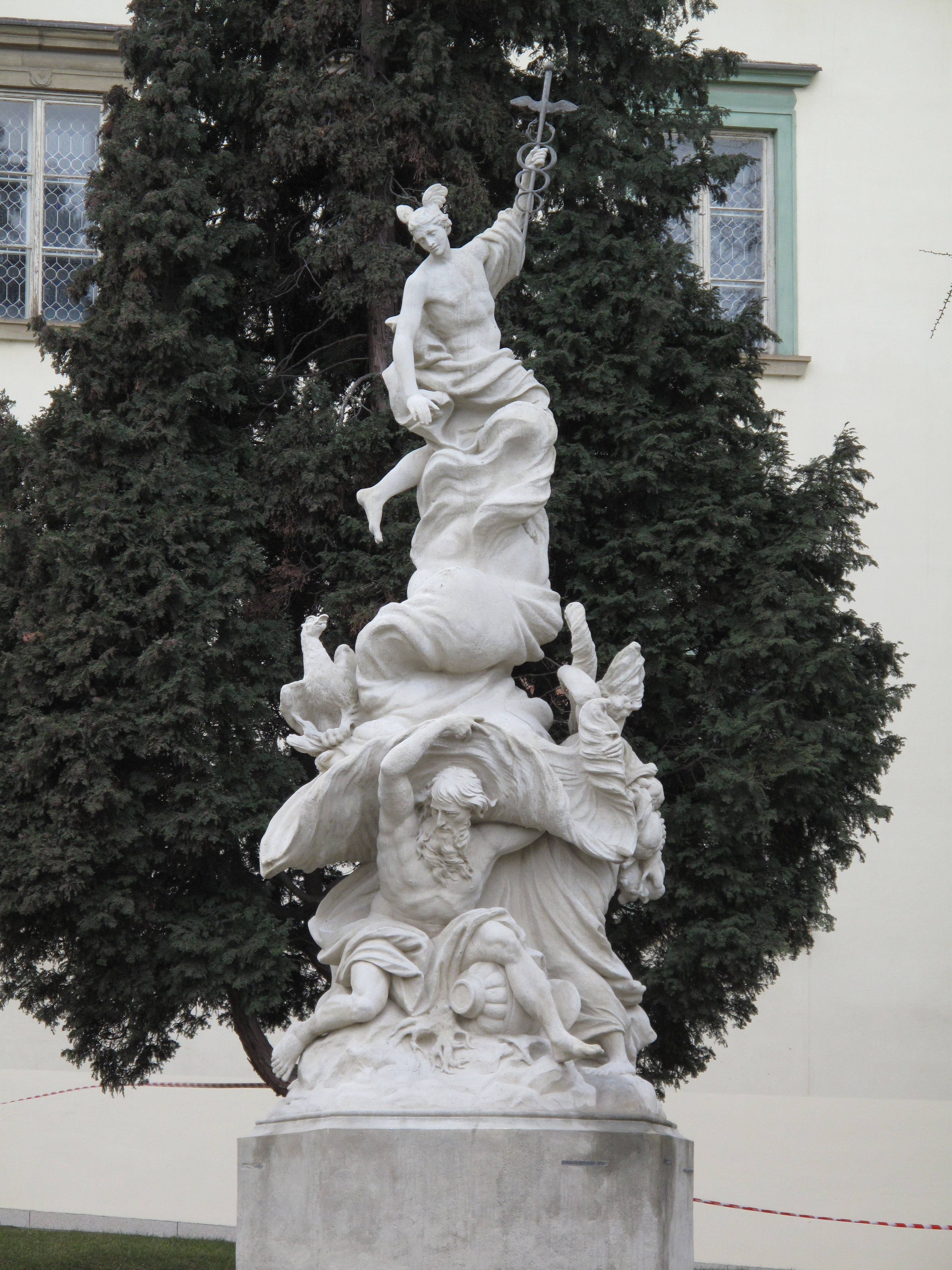
Brünn, „Vier-Elemente-Brunnen“ auch Merkurbrunnen 1699

Ignaz Bendl (auch Franz Ignaz Bendl; irrtümlich Johann Ignaz Bendl; * in Pfarrkirchen, Rottal Bayern; † wohl in Wien.) war Maler, Bildhauer und Kupferstecher, vor allem als Elfenbeinschnitzer am Hof Kaiser Leopolds I. Er war ein Mitglied der deutsch-böhmischen Künstlerfamilie Bendl.

## Leben

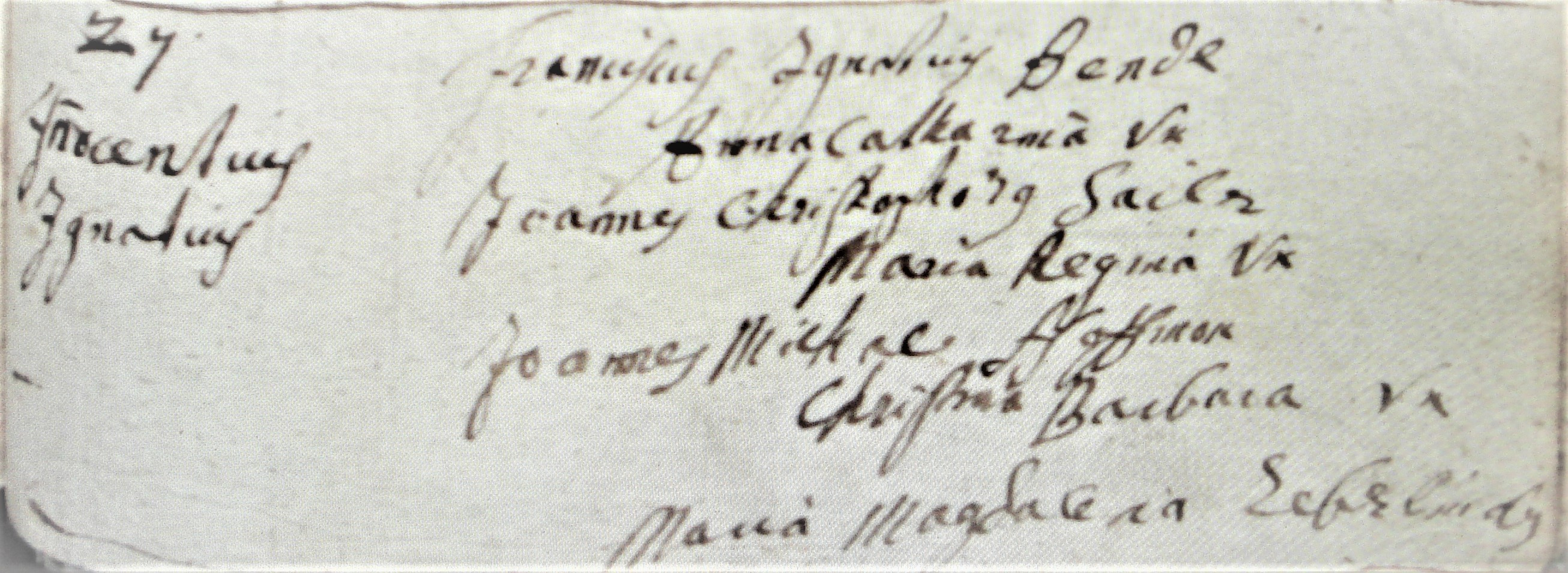
Taufe Juli 1695 Innozenz Ignaz Bendl, Sohn des Franciscus Ignatius und Anna Catharina Bendl

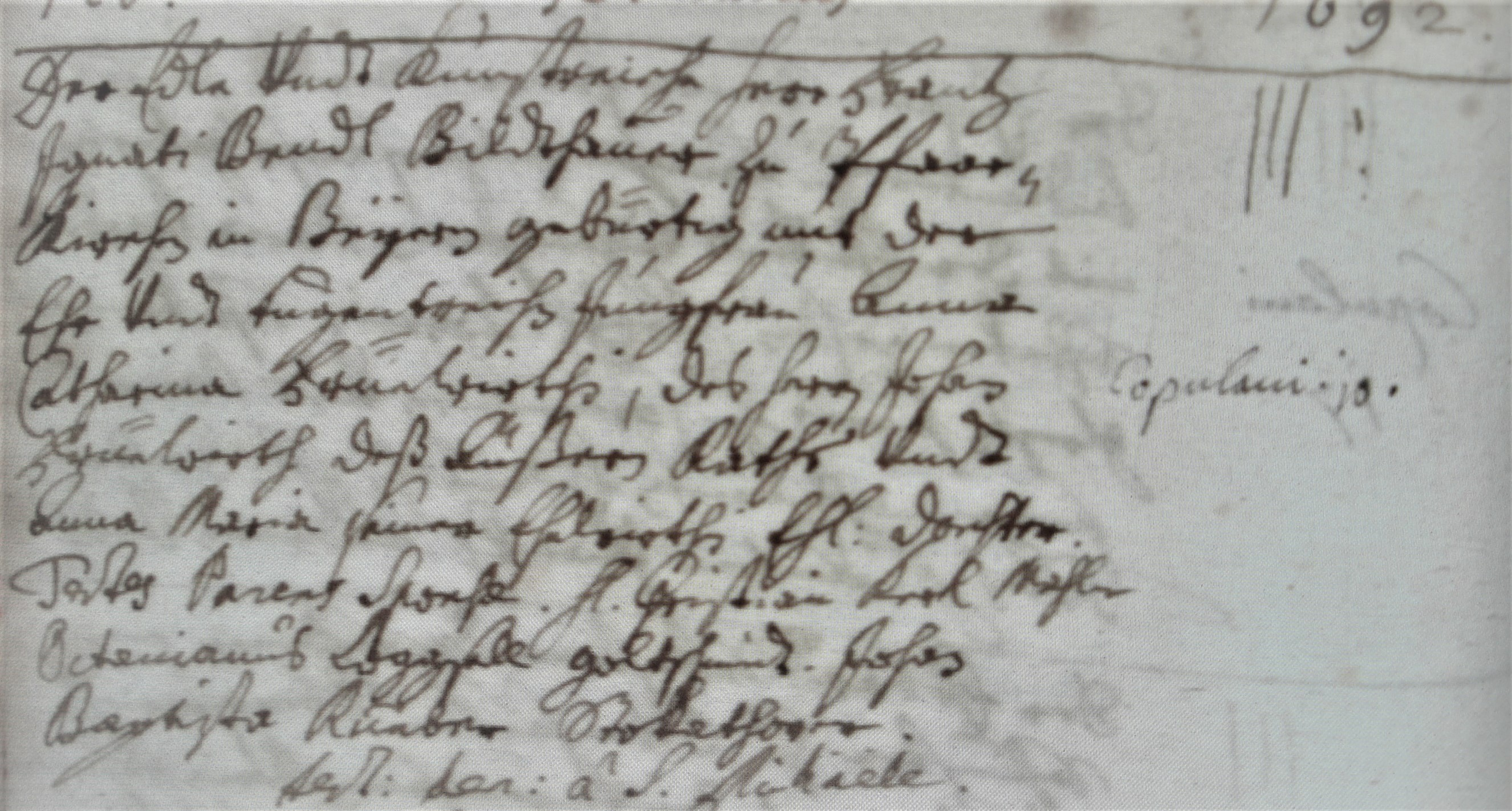
Heirat Feb. 1692 Franciscus Ignatius Bendl – Anna Catharina Frühwirth

### Familie
Franz Ignaz Bendl, von Pfarrkirchen in Bayern gebürtig, heiratete im Februar 1692 im Stephansdom zu Wien Anna Catharina Frühwirth, Tochter des Herrn Johann Frühwirth, des Äußeren Rates und Ehefrau Anna Maria. Zeugen waren der Maler Christian Kerl, der Goldschmied Octavian Cassollo (auch Kockseel, Cogsel) und Johann Baptist Kilian (Augustanus), Goldschmied. Alle beteiligten Personen haben zu dieser Zeit an der Wiener Pestsäule gearbeitet.
Am 27. Juli 1695 wurde Sohn Innozenz Ignaz zu St. Stephan getauft.
Ignaz Bendl war kein hofbefreiter Künstler, noch gehörte er der Zunft der Bildhauer oder Maler an. In den Quellen wird er mehrfach als „Schwarzpiquenier“ bezeichnet. Er was Mitglied der Stadtguardia und hatte dadurch das Privileg, nebenbei anderen kommerziellen Tätigkeiten nachzugehen, ohne den Zünften anzugehören. Sein Vorgesetzter war ab 1680 Graf Starhemberg.

### Der Fall Bendl
Christoph Theuerkauff schrieb im Aufsatz „Johann Ignaz Bendl“  Sculptor and Medalist, in: Metropolitan Museum Journal, Bd. 26, 1991,
S. 227–275., die Legende sei aus dem Weg zu räumen, dass zwei Bildhauer namens Bendl gleichzeitig in Wien tätig gewesen seien.
Karl Feuchtmayr, Der Fall Bendl.
Der Künstler signierte seine Werke so, dass sie nur einen „Franz Ignatz Bendl“ zwischen 1684 und seinem Todesjahr 1708 als historisch greifbare Künstlerpersönlichkeit in Wien nachweisen.
Es gab keinen Johann Ignaz, sondern nur Franz Ignatz Bendl, der 1708 in Wien verstarb.
Bendl gebürtig aus Pfarrkirchen, Niederbayern, heiratet 1692 die Tochter des Hofbildhauers Johann Frühwirth in Wien. Johann Georg Bendl, in dem man bisher den Vater unseres Bendl vermutet hat, starb kinderlos.
Franz Ignatz war Maler, Bildhauer und Medailleur und wurde meist mit dem Vornamen Ignatz oder nur Bendl genannt. Er stammte aus
der weitverzweigten Bildhauerfamilie Bendl, die sich um 1630 in Pfarrkirchen in Niederbayern niedergelassen hatte.
Unser Bendl ist ein Sohn des Bildhauers Johann Christoph Bendl, der auch Vater des in Augsburg zu Ansehen gekommenen Ehrgott Bernhard Bendl war, woraus gefolgert werden kann, dass Franz Ignatz Bendl ein Bruder des Augsburger Bendl ist.

## Werke

### Wallfahrtskirche Gartlberg Pfarrkirchen
- Wallfahrtskirche Gartlberg#Hochaltar, Altarbild, Tabernakel

Der Pfarrkirchner Maler Franz Ignaz Bendl (Sohn des Bildschnitzers Johann Christoph Bendl) führt zwei Geschehnisse eindrucksvoll vor Augen: In der oberen Zone erhebt sich der auferstandene Christus, im unteren Bildteil eine kontemplative Szenerie: Vor der geöffneten Grabeshöhle gruppieren sich die drei Marien; zwei in weiße Gewänder gehüllte Engel verkünden die Auferstehung.
Die Stuckdekoration des Tonnengewölbes und der Stichkappen wurde ab 1713 von dem aus Pfarrkirchen stammenden Augsburger Meister Ehrgott Bernhard Bendl (jüngerer Bruder von Franz Ignaz Bendl) ausgeführt.

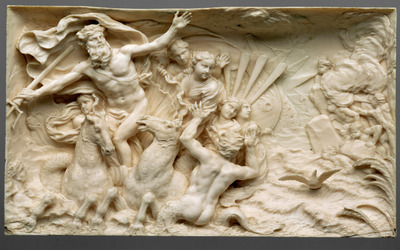
KHM Kunstkammer Elfenbein „Poseidon bändigt die Winde“ 1684
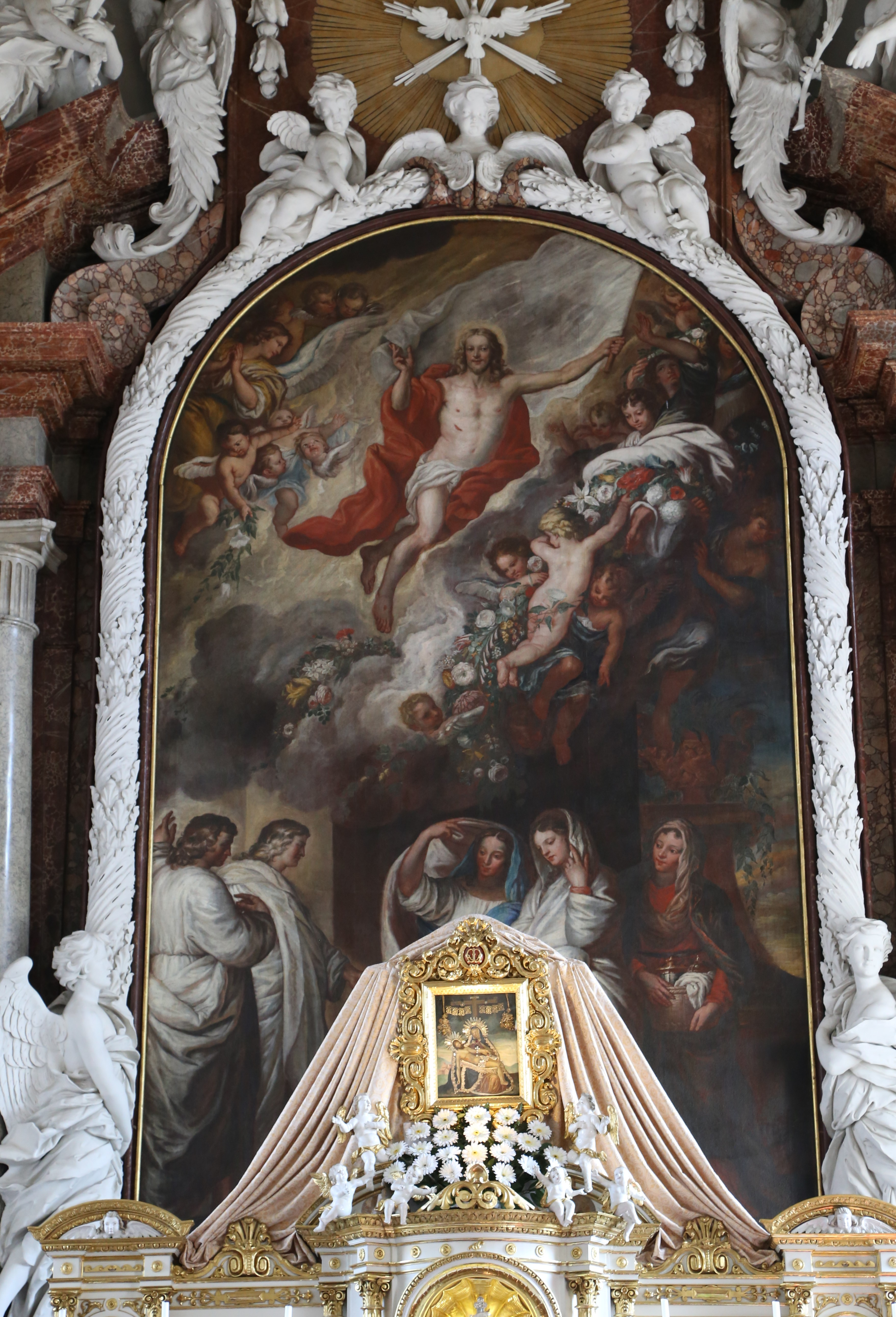
Wallfahrtskirche Gartlberg Bild des Hochaltares
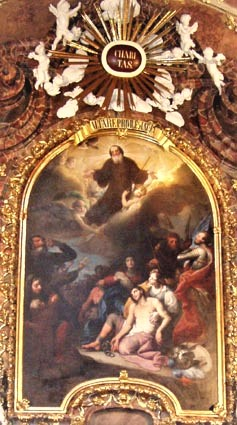
Paulaner kirche Wien Hochaltarbild
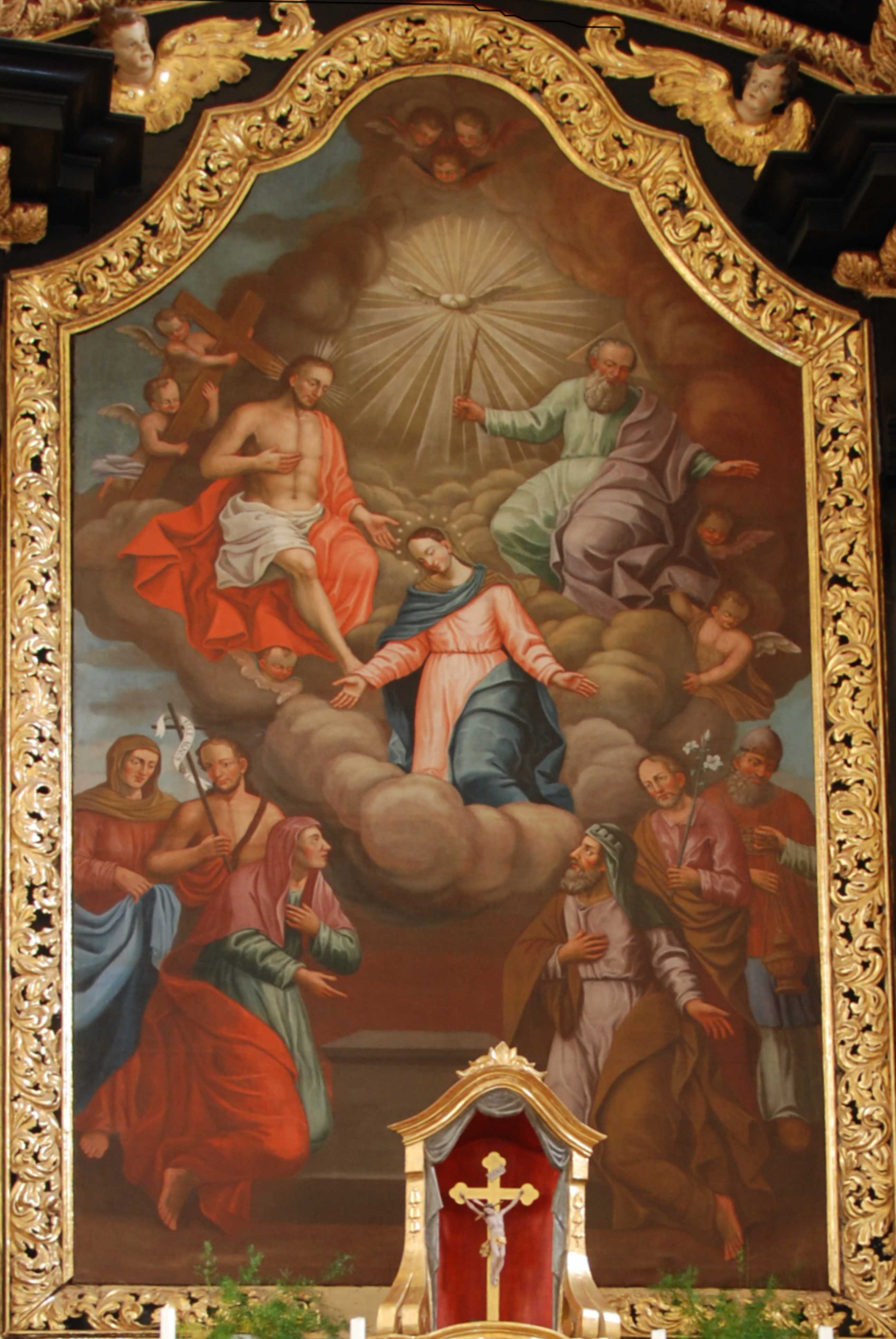
„Krönung Mariens“ Franz Ignaz Bendl

### Pfarrkirche zur Heiligsten Dreifaltigkeit in Grainet in Niederbayern
Die Heiligste Dreifaltigkeit ist eine in den Jahren von 1747 bis 1756 erbaute Pfarrkirche in Grainet im Landkreis Freyung-Grafenau in Niederbayern. Der Hochaltar wurde vom Passauer Bildhauer Mathias Högenwald 1681 für die Franziskanerkirche in Passau geschaffen, kam 1823 nach Grainet. Das Altarbild zeigt die Krönung Mariens durch die Hl. Dreifaltigkeit und trägt die Signatur Pendl, (Franz Ignaz Bendl) auch Pendel, diese wurde bei Restaurierungen übermalt.

### Elfenbeinschnitzereien

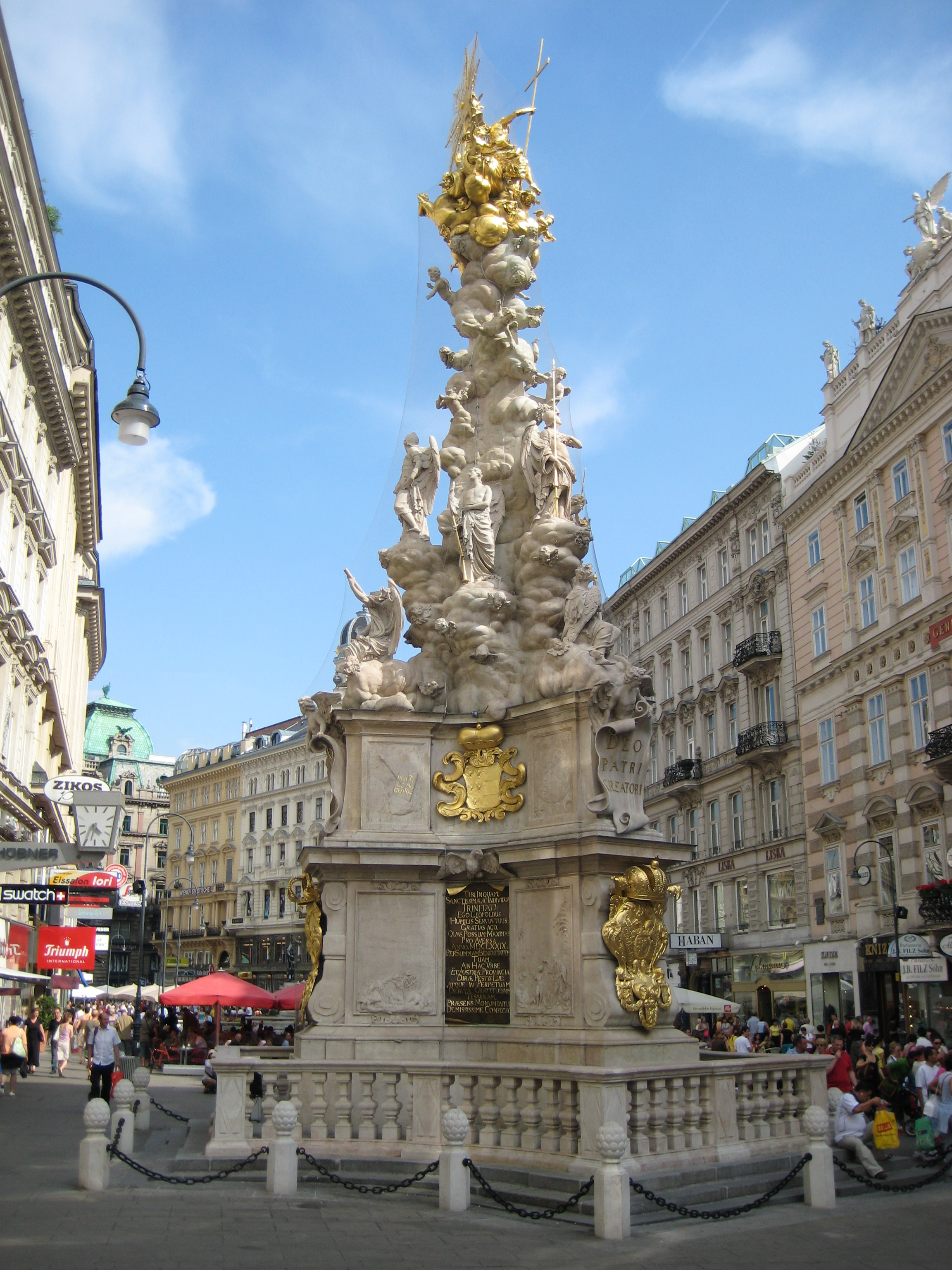
Pestsäule am Graben

Im Barock war die Nachfrage nach dem Werkstoff Elfenbein groß. So erlebte die Elfenbeinkunst ihre höchste Blüte im Wien des 17. Jahrhunderts zur Zeit von Fürst Johann Adam I. Andreas von Liechtenstein (1657–1712)
- 5. April 1694 „Item dem Bendl vor ein contrafait von helfenbein“, bezahlt mit 40 fl-

und Kaiser Leopold I. Beide drechselten selbst – der Kaiser besaß Drechselbänke und hatte Hofdrechsler angestellt, diese Elfenbeinschnitzer wünschte er fest an den Hof zu binden. Diese hohe Bedeutung des Elfenbeins zog weitere Künstler nach Wien, einer davon war Ignaz Bendl (um 1650–um 1730).

### Steinerne Pestsäule am Graben in Wien
Vorerst war es 1679 eine provisorische Holzsäule des Bildhauers Johann Frühwirth, 1683 ging der Auftrag für die Marmorausführung an den Architekten und Bildhauer Mathias Rauchmiller, er lieferte den Gesamtentwurf von dem nur noch drei Engel erhalten sind. Rauchmiller starb 1686.
Viele Künstler und Handwerker schufen bei der Wiener Pestsäule ein einheitlich wirkendes und einzigartiges Monument. Der Anfangsplan wurde weiterentwickelt, von Johann Bernhard Fischer von Erlach, Paul Strudel, Lodovico Ottavio Burnacini, Ignaz Bendel und Tobias Kracker. Es wurde festgelegt, für das Postament werden nach Modellen Fischers 6 Reliefs (198 × 142 × x ? cm) von Ignaz Bendl, Maler und Bildhauer allhier, gemacht. Die 6 Reliefs der oberen Reihe von Hofbildhauer Johann Frühwirth.
Bendl: ‚Ende der Pest in Wien‘, ‚Alttestamentarisches Osterfest‘, ‚Letztes Abendmahl‘, ‚Pfingstwunder‘, ‚Ende der Sintflut‘ und ‚Erschaffung Evas‘.
- Veith Steinböck#Pestsäule auf dem Graben

#### Bildergalerie

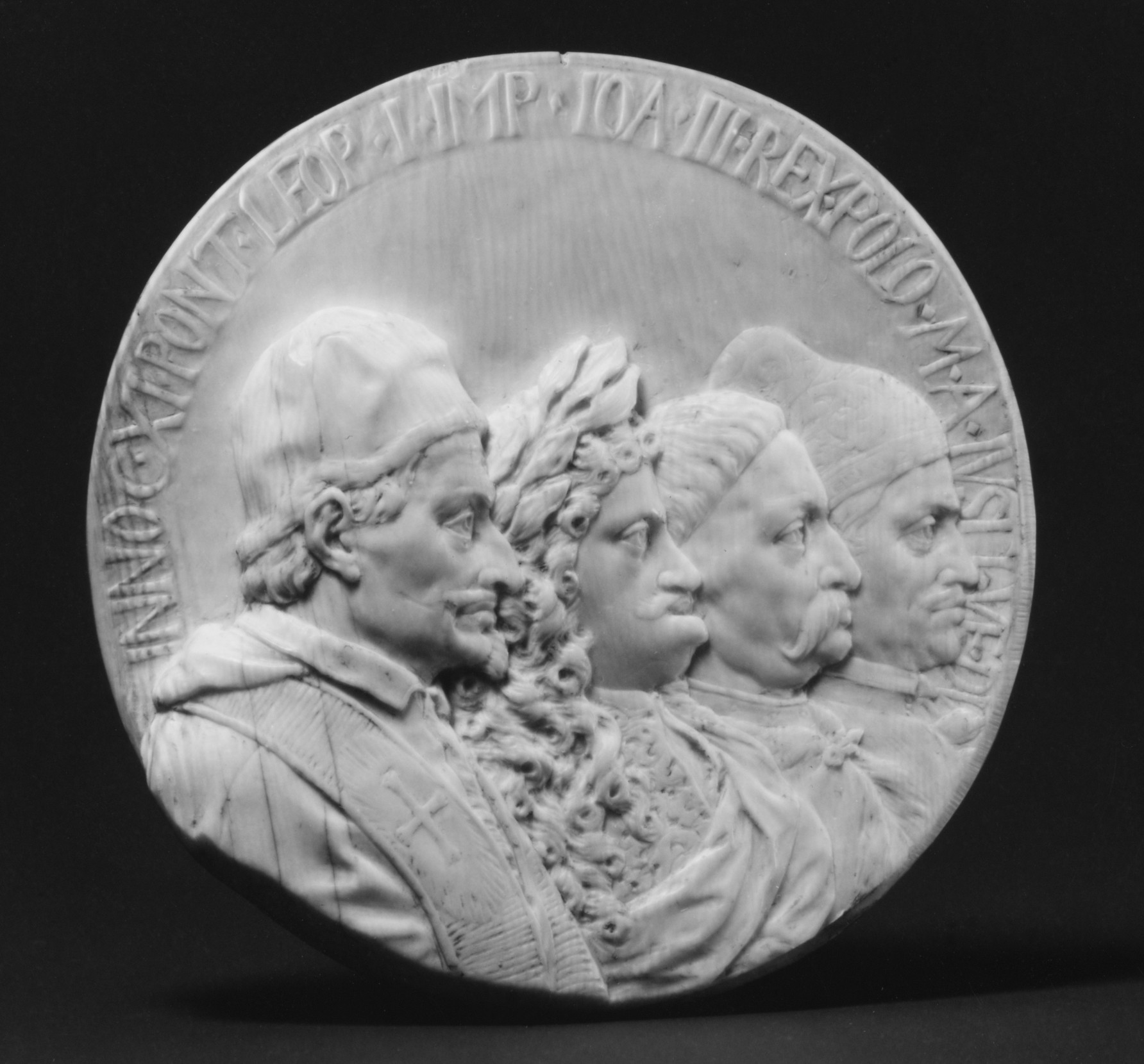
MET Relief von Wien 12. September 1683
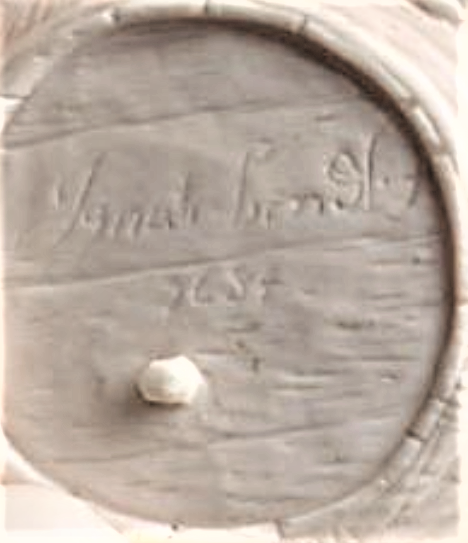
KHM Signatur Relief „Bacchanal“ "Ignati bendl f. 1684"
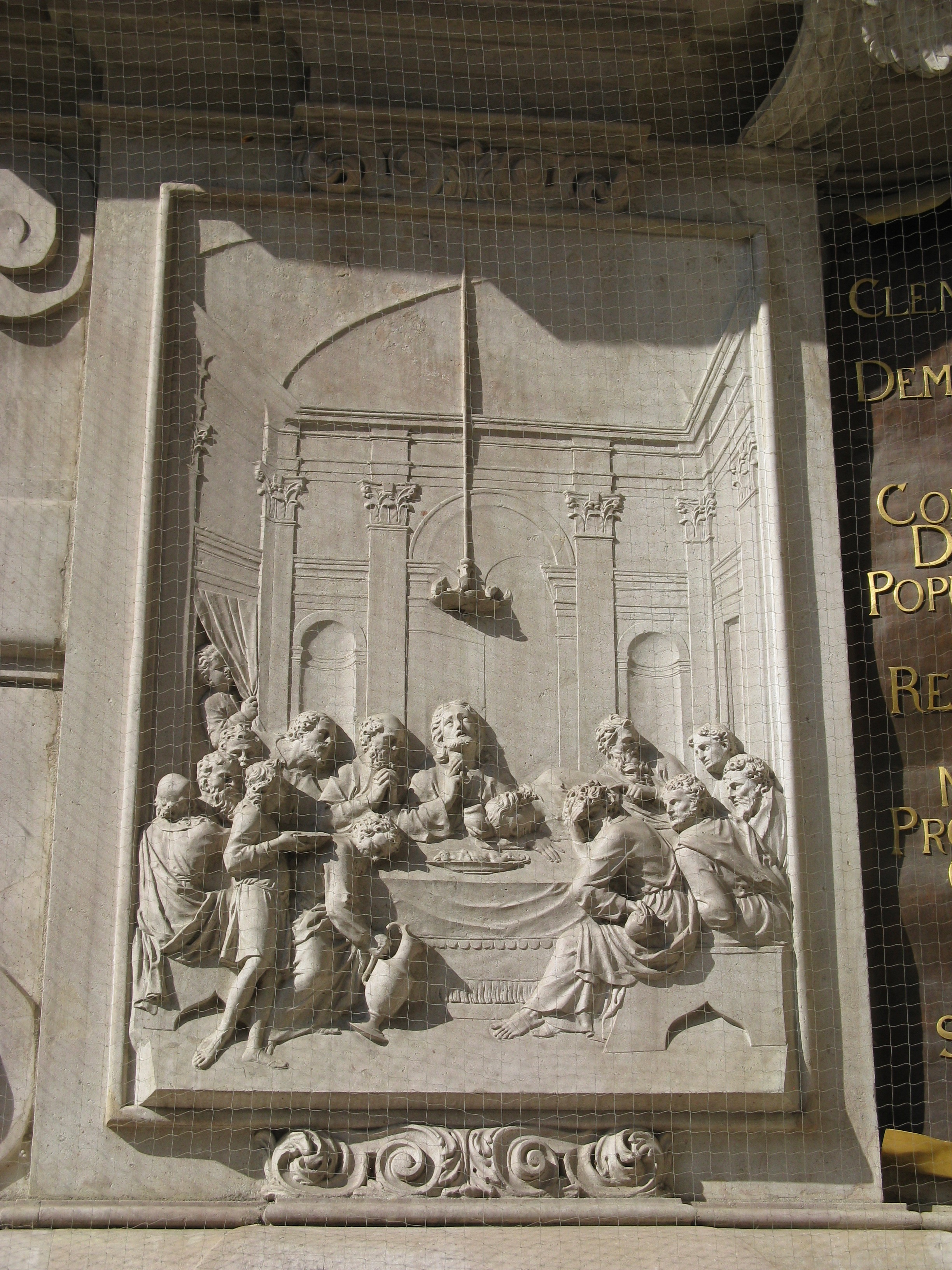
Pestsäule Sockel „Letztes Abendmahl“
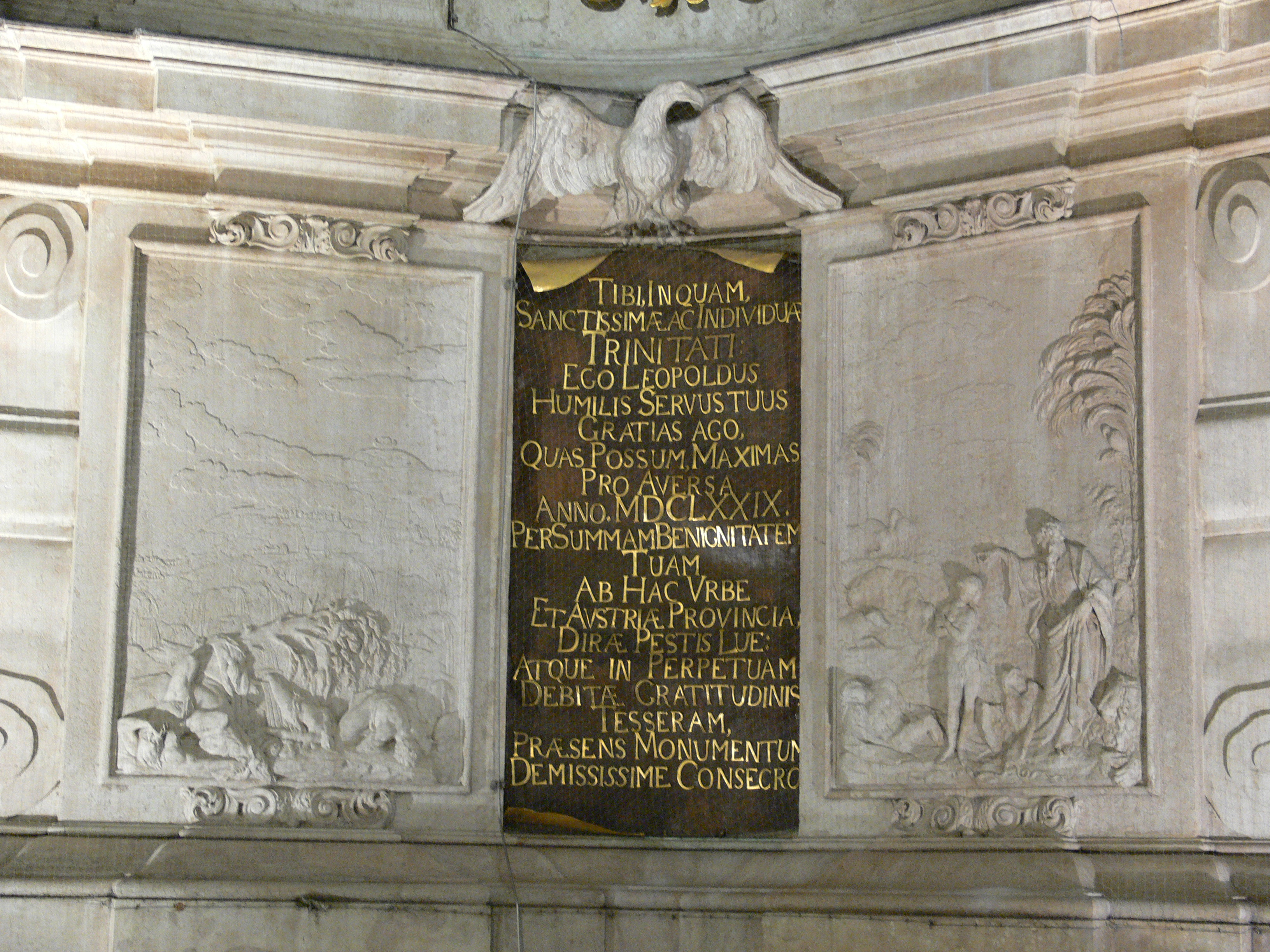
Entwurf J. B. Fischer von Erlach, Ausführung Johann Bendl „Ende der Sintflut“ und „Erschaffung Evas“
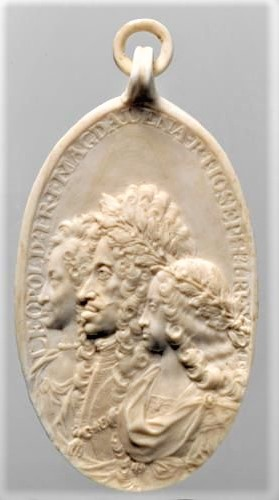
Gedenk – Pestsäule Leopold I.
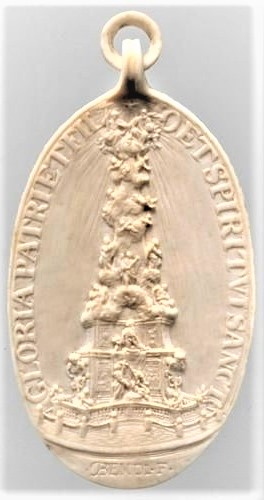
- medaillon  BENDEL F. 1692

Porträtmedaillon der vier Alliierten des Abwehrkampfes gegen die Türken: Papst Innozenz XI., Kaiser Leopold I., Johann II. Sobieski und Doge Marcantonio Giustinian

### Merkurbrunnen in Brünn

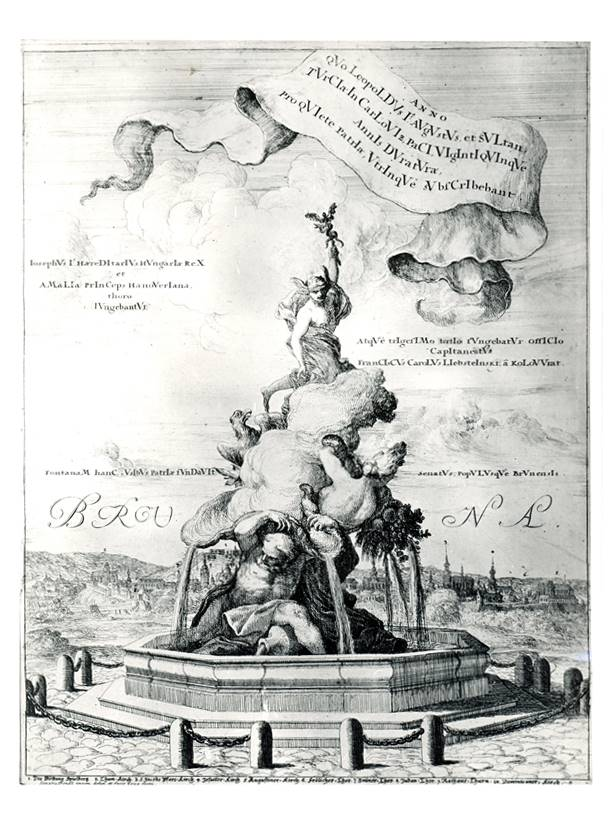
Merkurbrunnen „Ignatio Bendl inven delin et fecit aqua forti“ 1699

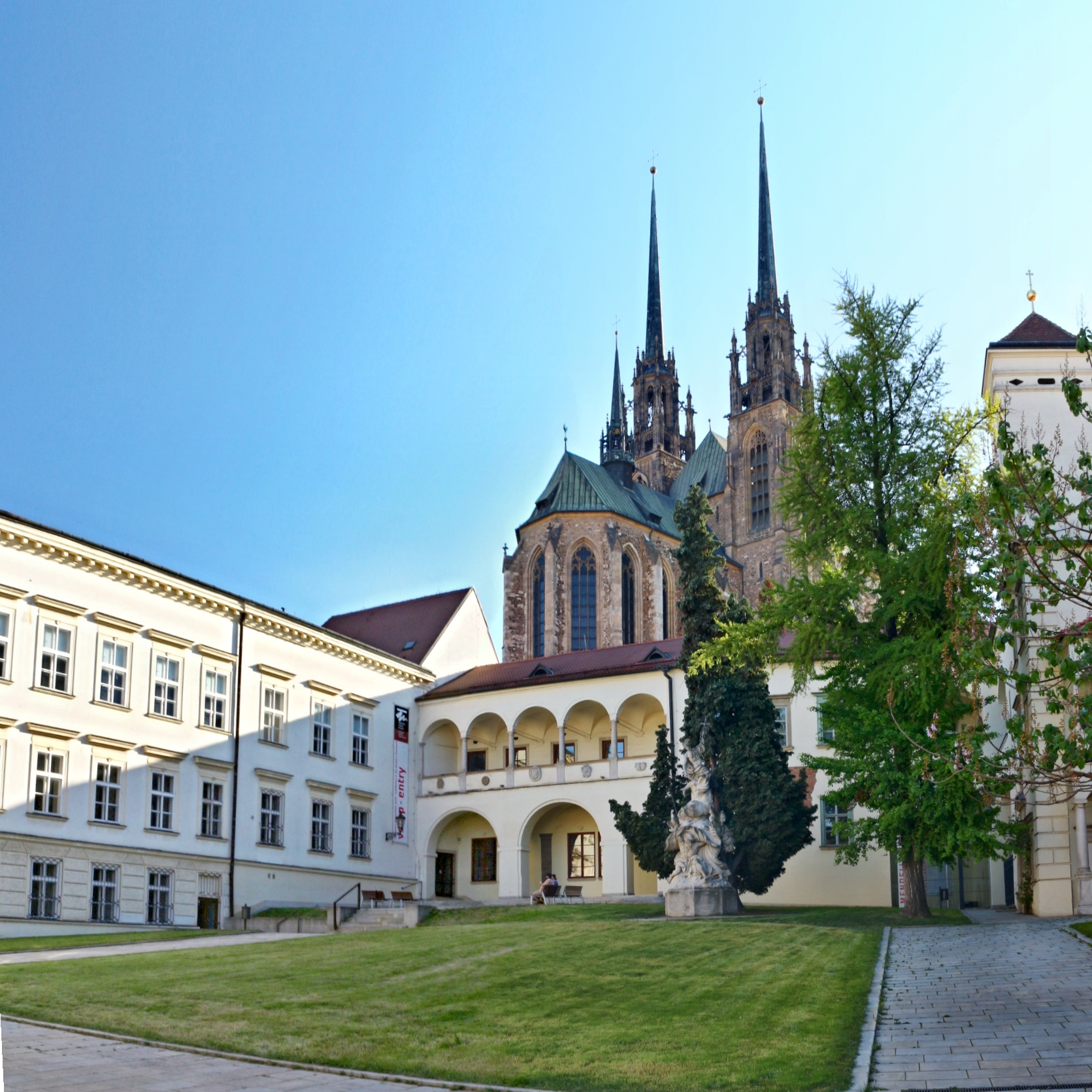
Brünn Bischofshof mit Brunnen

Auf dem Platz der Freiheit in Brünn wurde 1693 eine Großbaustelle eingerichtet. Die Stadt beauftragte den Bildhauer Ignaz Bendl und die Kaufmannschaft finanzierte einen Vier-Elemente-Brunnen, auch Merkurbrunnen nach dem Vorbild Berninis. Bendl gestaltete die mythologischen Figuren der antiken Götter Neptun, Vulkan, Ceres und Merkur, sie stellten die vier Elemente dar, aus denen laut Aristoteles die Erde besteht.
Den fertigen Brunnen stellte Ignaz Bendl 1699 in einer Gravur dar. 1858 erfolgte die Verlegung in die Mitte des Bischofshofs, des Mährischen Museums in Brünn.
Es haben große Veränderungen am Kunstwerk stattgefunden, das Brunnenbecken wurde verkauft, Figuren sind verschwunden. Das Foto zeigt den heutigen Zustand.

### Paulanerkirche in Wien
Für den hl. Franz de Paula-Altar in der Paulanerkirche malte Ignaz Bendl das Altarbild „Wunder des hl. Franz de Paula“.

### Schloss Prugg in Bruck an der Leitha

Schloss Prugg, Hauptportal Kaiserstein, historische Aufnahme

Von 1707 bis 1711 ließ Aloys Thomas Raimund von Harrach, Landmarschall in Niederösterreich, das ältere Schloss in Bruck an der Leitha durch den Architekten Johann Lucas von Hildebrandt umbauen. Die Künstler, die mit Hildebrandt arbeiteten waren Steinmetz Giovanni Battista Passerini die Bildhauer Bendl, Giovanni Stanetti, Joseph Kracker, die Stuckateure Alberto Camesina und Santino Bussi und der Freskomaler Bartolomeo Altomonte.
Im Juli 1708 begleitete der Kammerdiener Friedrich Koch den offenbar sowohl als Maler als auch als Bildhauer engagierten Bendl nach Bruck und konstatierte, dass dieser 'würklich in dem Mahllen begriffen' sei. Unklar ist, worum es sich bei diesem Auftrag genau handelte, er war jedoch offenbar schon im August fertig gestellt. Danach arbeitete Bendl als Bildhauer an Statuen für ein Tor und anscheinend auch – gemeinsam mit einem Stuckateur – am Dekor des Festsaals.
Inwieweit Bendl diese Aufträge vollendete, ist nicht sicher, denn im Oktober hielt Koch fest, dass der Künstler schwer erkrankt sei und ein anderer seine Arbeit übernehmen werde.

## Tod

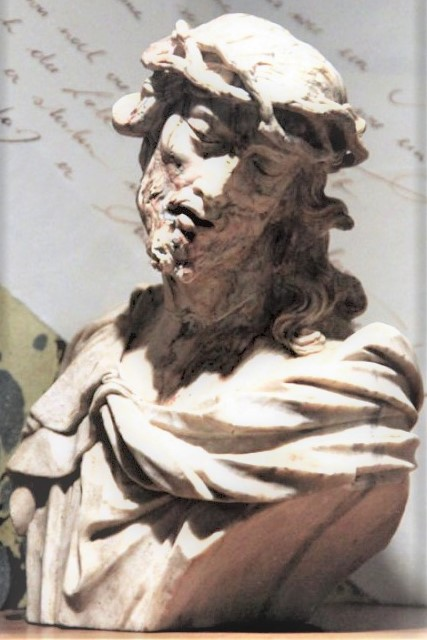
Stift Zwettl „Ecce homo“ Speckstein

Für eine Präsentation von Kunstwerken der Schatzkammer im Stift Zwettl wurde an diese Geschichte erinnert:
Auf Abt Melchior von Zaunagg im Stift Zwettl übten kleine Statuetten eine hohe künstlerische Anziehungskraft aus. Dokumentiert ist ein „Einkauf“, den er im Herbst 1731 tätigte. Eine Statuette des „Ecce homo“ sowie zwei kleine Büsten des Schmerzensmannes und der Mater dolorosa erwarb der kunstsinnige Abt bei einem Goldschmied in Wien. Er vermerkte den Künstler („Pendl“) als Urheber der Statuetten als auch das ungewöhnliche Material auf der Rückseite der einen Büste: „Spöckhstein“.
Der aus Bayern stammende Bildhauer Franz Ignaz Bendl war zwar bereits 1708 in Wien verstorben, ohne Zweifel waren seine Werke aber nach wie vor für Kunstkenner ein Begriff – so hatte der Künstler Reliefs der Wiener Pestsäule geliefert und sich als Elfenbeinschnitzer einen Namen gemacht. Mehrmals arbeitete er mit Architekt Fischer von Erlach zusammen. Ein Werk des bekannten Virtuosen erwerben zu können (zumal um wohlfeile 26 Gulden), scheint den Besitzer mit berechtigtem Stolz erfüllt zu haben. Nach ihrem Erwerb fügte Abt Melchior die kleinen Figuren – die Büsten messen nur etwa 15 cm – in seine Kunstsammlung ein.

## Zuschreibung
Das Grabdenkmal für Graf Ernst Rüdiger von Starhemberg, den Verteidiger Wiens in der Zweiten Türkenbelagerung, in der Schottenkirche wurde restauriert.
Schemper-Sparholz widmet sich der Frage der Autorschaft des Starhemberg-Grabmals und spricht sich anstelle der geläufigen Zuschreibung an Joseph Emanuel Fischer von Erlach für Franz Ignaz Bendl als Autor besonders der dargestellten Figuren aus.